# Municipio de Artesia
El municipio de Artesia (en inglés, Artesia Township) es un municipio del condado de Iroquois, Illinois, Estados Unidos. Tiene una población estimada, a mediados de 2022, de 814 habitantes.

## Geografía
Está ubicado en las coordenadas 40°36′44″N 88°01′07″O / 40.61222, -88.01861 (40.612359, -88.018564). Según la Oficina del Censo, tiene una superficie total de 148.7 km², de los cuales 148.6 km² corresponden a tierra firme y 0.1 km² están cubiertos de agua.

## Demografía
Según el censo de 2020, en ese momento había 854 personas residiendo en la zona. La densidad de población era de 5.7 hab./km². El 92.39 % de los habitantes eran blancos, el 1.05 % eran afroamericanos, el 0.35 % eran amerindios, el 0.47 % eran asiáticos, el 0.35 % eran de otras razas y el 5.39 % eran de una mezcla de razas. Del total de la población, el 3.28 % eran hispanos o latinos de cualquier raza.